# Ogün Temizkanoğlu
Ogün Temizkanoğlu (Hamm, 6 de outubro de 1969) é um ex-futebolista turco nascido na extinta Alemanha Ocidental.

## Carreira
Por clubes, Ogün defenderia com mais sucesso o Trabzonspor, que contaria com seus serviços durante uma década. Em 243 partidas disputadas pelos "Tigres do Mar Negro", notabilizou-se também por marcar gols (33 no total).
Em 1999, transferiu-se para o Fenerbahçe, tendo novamente um bom desempenho (em 99 partidas, marcou doze gols). Deixou o time de Istambul em 2003, assinando com o Konyaspor no mesmo ano. Pelas "Águias da Anatólia", participou de apenas 28 jogos, sem marcar nenhum gol.
Dispensado após um ano no Konyaspor, Ogün seria contratado pelo Akçaabat Sebatspor, onde novamente não dura mais que uma temporada, atuando por 28 jogos e marcando quatro gols. Sem contrato com o Sebatspor, o defensor, sem perspectivas de encontrar um novo time, optou em pendurar as chuteiras aos 35 anos.

## Seleção
Apesar de ser alemão de nascimento, Ogün preferiu defender a Seleção Turca de Futebol, pela qual estrearia em 1990, contra a Irlanda.
Como a Turquia não chegou a se classificar para a Eurocopa de 1992, nem para a Copa de 1994, o defensor teve que esperar até 1996 para disputar sua primeira competição internacional: a Eurocopa de 1996, mas a equipe não passaria da primeira fase.
Presente também na Eurocopa de 2000, agora como capitão, liderou o time até as quartas-de-final. Era nome praticamente certo na Copa de 2002, mas o técnico Şenol Güneş não o convocou para o torneio, encerrando uma trajetória de doze anos vestindo a camisa da Turquia (74 jogos, cinco gols).

## Títulos
Clubes
- Süper Lig: 1 (2000-2001, pelo Fenerbahçe)
- Copa da Turquia: 2 (1991-1992, 1994-1995, pelo Trabzonspor)
- Supercopa da Turquia: 1 (1995, pelo Trabzonspor)